# Pstruží
Pstruží (en allemand : Pstruschi) est une commune du district de Frýdek-Místek, dans la région de Moravie-Silésie, en République tchèque. Sa population s'élevait à 1 050 habitants en 2021.

## Géographie
Pstruží se trouve à 4 km au sud de Frýdlant nad Ostravicí, à 14 km au sud de Frýdek-Místek, à 30 km au sud-sud-est d'Ostrava et à 287 km à l'est-sud-est de Prague.
La commune est limitée par Metylovice au nord, par Frýdlant nad Ostravicí au nord et au nord-est, par Ostravice à l'est, par Čeladná au sud, par Kunčice pod Ondřejníkem au sud-ouest, et par Kozlovice et Lhotka à l'ouest.

## Histoire
La première mention écrite de la localité date de 1581.

## Transports
Par la route, Pstruží se trouve à 4 km de Frýdlant nad Ostravicí, à 17 km de Frýdek-Místek, à 36 km d'Ostrava et à 374 km de Prague.